# Matthias Ringmann

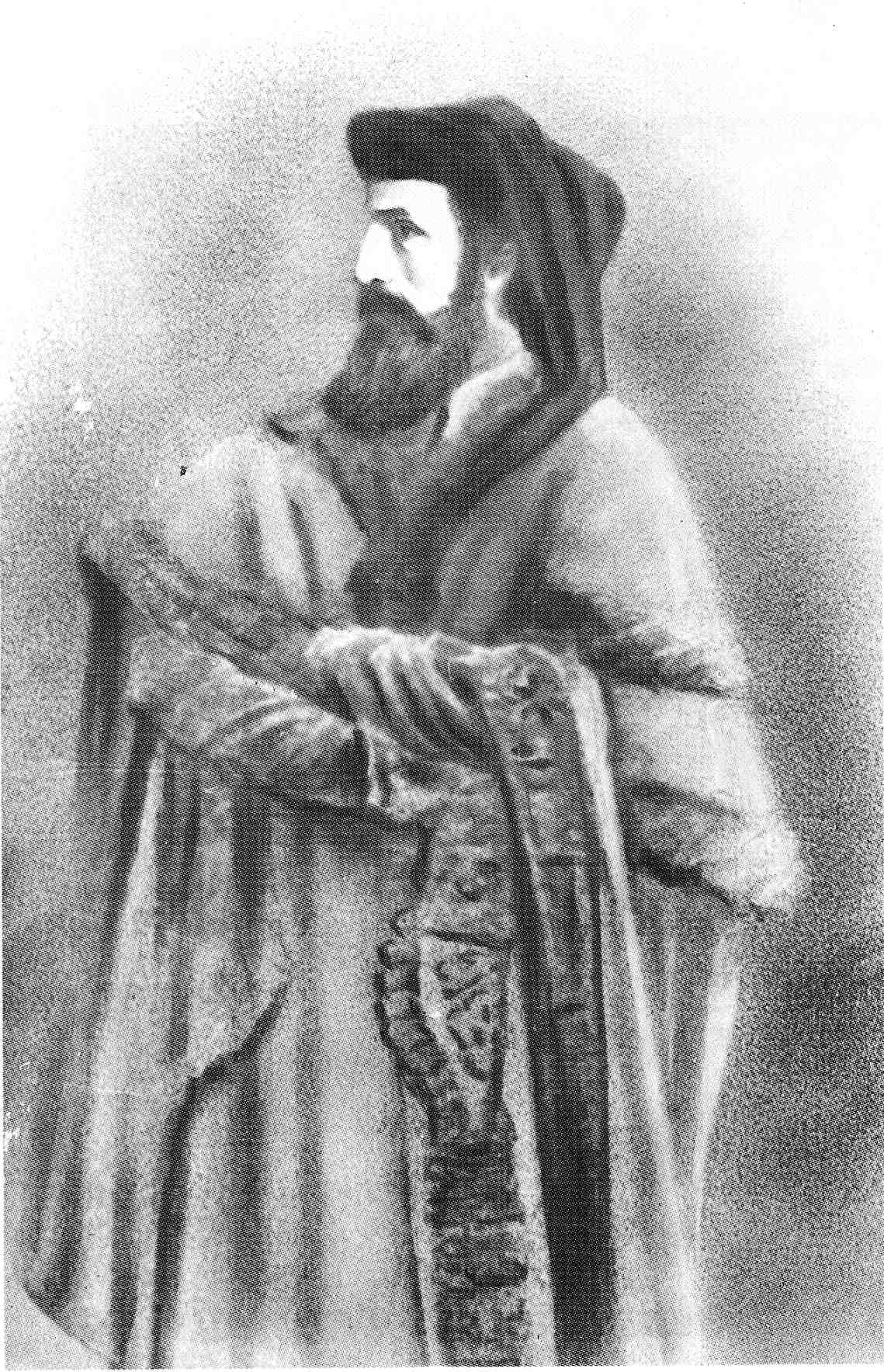
Matthias Ringmann

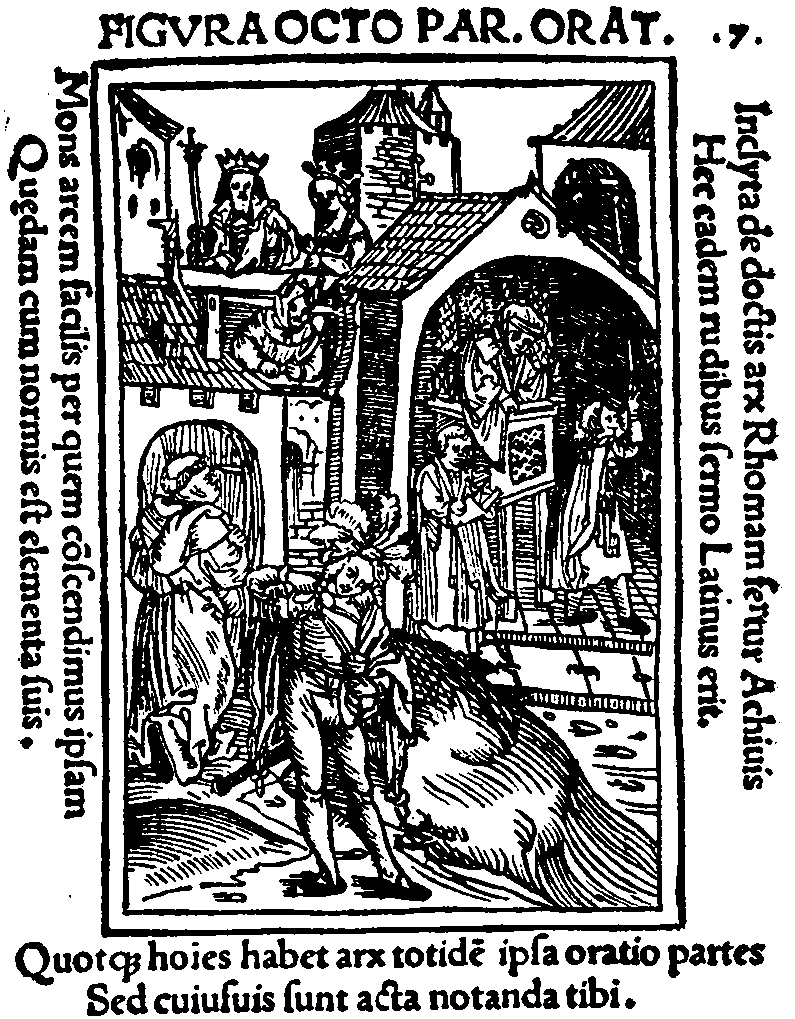
Een afbeelding uit de Grammatica Figurata

Matthias Ringmann (Eichhoffen (Elzas), 1482 - Schlettstadt, 1511) was een Duits cartograaf en humanistisch dichter. Hij is vooral bekend door zijn benoeming van America op de kaart van zijn vriend Martin Waldseemüller.

## Leven
Ringmann werd in 1482 in Eichhoffen (Alsace) geboren, en noemde zichzelf ook weleens Philesius Vogesigena. Hij werd een schoolmeester en wordt vaak beschreven als een dichter.
Rond 1503 bezocht Ringmann Italië, waar hij voor het eerste leerde over de verkenningen van een recent ontdekt westers land dat later bekend zou staan als de Nieuwe Wereld, later 'de Amerika's'. Onterecht linkte hij de ontdekking van die Nieuwe Wereld aan Amerigo Vespucci.
Tijdens zijn terugkeer naar Duitsland bezocht Ringmann Saint-Dié (Lorraine) samen met zijn vriend Martin Waldseemüller, een cartograaf met wie hij werkte aan een nieuwe Latijnse editie van Ptolemaeus' verhandeling over geografie. Waldseemüller tekende de kaarten terwijl Ringmann de nieuwe editie vertaalde en een voorwoord schreef. Ringmann wordt ook aangeduid als de beste kandidaat als de auteur van het boek bij Waldseemüllers bekendste kaart van de wereld, hoewel sommige historici menen dat Waldseemüller zelf alles heeft geschreven. Het lijkt ook aannemelijk dat Walter Ludd, het hoofd van de Gymnasium Vosagense, Ringmann en Waldseemüller betaalde om dit werk te doen.
Toen het boek werd gepubliceerd als Cosmographiae Introductio, in april 1507, was het voor het eerst dat het woord 'AMERICA' werd geprint. Later zou Waldseemüller Zuid-Amerika herdopen tot "Terra Nova", hoewel de naam America bleef.
Ringmann corrigeerde de teksten van de Latijnse edities van Ptolemaeus' geografie, die eerder in Rome en Ulm was gepubliceerd. Daarvoor gebruikte hij een Grieks manuscript dat hij van Italië leende (Codex Vaticanum Graecorum 191). Ondertussen bewerkte Waldseemüller de kaarten van Ptolemaeus en voegde er een stuk of twintig aan toe. Het resultaat werd beschreven als 'de eerste moderne atlas van de wereld'.
In 1508 maakte Ringmann de eerste vertaling van Julius Caesars Commentaren in het Duits samen met het aanvullende leven van Suetonius, Plutarch en anderen. Een jaar later publiceerde hij een kaartspel, Grammatica Figurata, om de grammaticale regels van Donatus' Ars Minor beter toegankelijker te maken voor kinderen. Hij stierf in 1511 in Schlettstadt.